# Stéphane Julien
Stéphane Julien (* 6. srpna 1977) je bývalý francouzský reprezentant ve sportovním lezení, mistr Francie v boulderingu, v celkovém hodnocení světového poháru získal bronzovou medaili.

## Výkony a ocenění
- 2005: mistr Francie
- 2007: čtvrté místo na mistrovství světa
- 2007: třetí místo v celkovém hodnocení světového poháru
- 2007: šesté místo na mistrovství Evropy

### Závodní výsledky
| Mistrovství světa | Mistrovství světa | Mistrovství světa | Mistrovství světa | Mistrovství světa | Mistrovství světa |
| Rok               | 2001              | 2003              | 2005              | 2007              | 2009              |
| ----------------- | ----------------- | ----------------- | ----------------- | ----------------- | ----------------- |
| Bouldering        | 16                | 9                 | 14-15             | 4                 | 41-42             |

| Světový pohár       | Světový pohár | Světový pohár | Světový pohár | Světový pohár | Světový pohár   | Světový pohár    | Světový pohár | Světový pohár     | Světový pohár      | Světový pohár    | Světový pohár | Světový pohár      | Světový pohár       | Světový pohár   | Světový pohár     | Světový pohár    |
| Rok                 | 1999          | 2000          | 2001          | 2002          | 2003            | 2004             | 2005          | 2006              | 2007               | 2008             | 2009          | 2010               | 2011                | 2012            | 2013              | 2014             |
| ------------------- | ------------- | ------------- | ------------- | ------------- | --------------- | ---------------- | ------------- | ----------------- | ------------------ | ---------------- | ------------- | ------------------ | ------------------- | --------------- | ----------------- | ---------------- |
| Bouldering          | 7             | 4             | 10            | 12-13         | 12              | 4                | 14            | 7                 | 3                  | 22               | 6             | 27                 | 39                  | 27              | 89-91             | 30-32            |
| jednotlivě* (3/0/3) | 20,7,7, 6,6,4 | 9,5,10, · ,6, | -,19,5, 14,16 | 11,7, 22      | -,12,-, 28,15,4 | 11,10,, · 22,4,9 | 22,5, 17,18   | 10,8,5, 19,8,23,5 | ,17,10, · 10,7,5,8 | -,12,-, 26,-,5,- | ,17, · -,-,   | 18,-,23, 23,-,10,- | -,7,-,27, -,-,-,-,- | 7-8,-, -,-,-,16 | -,-,-,-, -,-,28,- | 6,-,-,-, -,-,-,- |

- poznámka: nalevo jsou poslední závody v roce

| Mistrovství Evropy | Mistrovství Evropy | Mistrovství Evropy | Mistrovství Evropy | Mistrovství Evropy |
| Rok                | 2002               | 2004               | 2007               | 2008               |
| ------------------ | ------------------ | ------------------ | ------------------ | ------------------ |
| Bouldering         | 9                  | 18                 | 6                  | 18                 |

| Mistrovství Francie | Mistrovství Francie | Mistrovství Francie | Mistrovství Francie | Mistrovství Francie | Mistrovství Francie |
| Rok                 | 2001                | 2005                | 2006                | 2008                | 2010                |
| ------------------- | ------------------- | ------------------- | ------------------- | ------------------- | ------------------- |
| Bouldering          | 2                   | 1                   | 2                   | 3                   | 3                   |